# جوفيني فال داندين (أورن)
جوفيني فال داندين هي بلدية في  أورن، شمال غرب فرنسا.